# Push-Pull-Perfusion
Die Push-Pull-Perfusion ist eine Methode der Pharmakologie und Neurologie zur Messung von Neurotransmittern in vivo.

## Prinzip
Die Push-Pull-Perfusion verwendet Flussraten zwischen 10 Nanolitern pro Minute und 10 Mikroliter pro Minute. Bei hohen Flussraten kann das Gewebe geschädigt werden. Die Push-Pull-Perfusion nach Gaddum verwendet eine Mikrokapillare zum Hinzufügen von Cerebrospinalfluid (CSF) mit zusätzlichen Stimuli oder Hemmstoffen und eine weitere parallel angeordnete zur Entnahme von CSF mit den nach der Zugabe freigesetzten Neurotransmittern. Modernere Push-Pull-Kapillaren sind doppelwandig mit getrenntem Zulauf durch die innere Mikrokapillare und Ablauf durch die äußere Mikrokapillare. Da weniger Volumen zurückgewonnen wird, als hinzugegeben wird, werden niedrige Flussraten eingesetzt, um einen lokalen Anstieg des Drucks im Gewebe zu vermeiden. Die Mikrokapillaren für die Push-Pull-Perfusion sind meist aus Metall mit 0,8 mm Außendurchmesser und 0,5 mm Innendurchmesser der äußeren Kanüle sowie 0,2 mm Außendurchmesser und 0,1 mm Innendurchmesser der inneren Mikrokapillare. Für niedrige Flussraten von 10–50 nL/Min. werden teilweise kleinere Durchmesser verwendet, 0,1 mm Außendurchmesser und 0,04 mm Innendurchmesser der inneren Mikrokapillare in einer 26-gauge Kanüle mit 0,45 mm Außendurchmesser. Im Vergleich zur Mikrodialyse erzeugt die Push-Pull-Perfusion etwas weniger Zelltod (33 % bzw. 25 % tote Zellen) im Perfusionsbereich und besitzt eine bessere räumliche Genauigkeit.

## Geschichte
Die Push-Pull-Perfusion wurde 1961 von John Gaddum veröffentlicht. Sie ersetzte die cortical cup-Methode. Ab den 1980er Jahren wurde vermehrt die Mikrodialyse verwendet, die im Vergleich weniger invasiv ist. Ab dem Jahr 2002 wurden unter Verwendung von Mikrofluidik schonendere Push-Pull-Sonden mit geringen Flussraten entwickelt.